# Monodictys
Monodictys is een geslacht van schimmels in de onderstam Pezizomycotina. De typesoort is Monodictys putredinis. De familie is nog niet met zekerheid bepaald (Incertae sedis).

## Kenmerken
Het geslacht Monodictys wordt gekenmerkt door zijn muriforme conidia, die gedeeltelijk of volledig gepigmenteerd kunnen zijn en doorgaans worden gevormd op slanke conidioforen. Soorten van dit geslacht bewonen voornamelijk bladeren, bloemen en rottend hout, hoewel ze ook in de lucht, olie, zoet water en op de menselijke huid voorkomen. Genera die qua uiterlijk nauw verwant zijn aan Monodictys zijn onder meer Hermatomyces, Pithomyces, Berkleasmium, Intercalarisspora en Canalisporium.

## Soorten
Volgens Index Fungorum telt het geslacht 56 soorten (peildatum maart 2024):
| Soortnaam                     | Auteur(s)                           | Publicatiejaar |
| ----------------------------- | ----------------------------------- | -------------- |
| Monodictys abuensis           | (Chouhan & Panwar) V. Rao & de Hoog | 1986           |
| Monodictys anaptychiae        | (Lindau) D. Hawksw.                 | 1975           |
| Monodictys antillani          | R.F. Castañeda                      | 1985           |
| Monodictys antiqua            | (Corda) S. Hughes                   | 1958           |
| Monodictys arctica            | M.J. Day & Currah                   | 2006           |
| Monodictys arxanensis         | Y.M. Wu & T.Y. Zhang                | 2008           |
| Monodictys asperospora        | (Cooke & Massee) M.B. Ellis         | 1971           |
| Monodictys asterospora        | B. Sutton & Alcorn                  | 1984           |
| Monodictys austrina           | Tubaki                              | 1965           |
| Monodictys bicolorata         | R.F. Castañeda & Guarro             | 1997           |
| Monodictys bogoriensis        | (Penz. & Sacc.) S. Hughes           | 1958           |
| Monodictys bulbiliformis      | J.J. Xu & T.Y. Zhang                | 2017           |
| Monodictys castaneae          | (Wallr.) S. Hughes                  | 1958           |
| Monodictys cellulosa          | S. Hughes                           | 1958           |
| Monodictys cerebriformis      | G.Z. Zhao & T.Y. Zhang              | 2004           |
| Monodictys chlamydosporoidea  | H.M. Liu & T.Y. Zhang               | 2007           |
| Monodictys cladoniae          | Brackel & Kukwa                     | 2019           |
| Monodictys clavata            | Y.M. Wu & T.Y. Zhang                | 2009           |
| Monodictys cruciseptata       | J.L. Crane & Schokn.                | 1983           |
| Monodictys desquamata         | K. Rodr., Figueras & Guarro         | 2001           |
| Monodictys epilepraria        | Kukwa & Diederich                   | 2005           |
| Monodictys fluctuata          | (Tandon & Bilgrami) M.B. Ellis      | 1971           |
| Monodictys fuliginosa         | Etayo                               | 1996           |
| Monodictys gemmipara          | V. Rao & de Hoog                    | 1986           |
| Monodictys glauca             | (Cooke & Harkn.) S. Hughes          | 1958           |
| Monodictys huangheensis       | H.Q. Pan & T.Y. Zhang               | 2017           |
| Monodictys indica             | K. Chowdhery & Rehill               | 1984           |
| Monodictys levis              | (Wiltshire) S. Hughes               | 1958           |
| Monodictys macrospora         | H.Q. Pan & T.Y. Zhang               | 2010           |
| Monodictys melanocephaloides  | Goh & K.D. Hyde                     | 1999           |
| Monodictys melanopa           | (Ach.) M.B. Ellis                   | 1976           |
| Monodictys namatanaiensis     | Matsush.                            | 1971           |
| Monodictys nigra              | Matsush.                            | 1975           |
| Monodictys nigriglobulosa     | G.Z. Zhao & T.Y. Zhang              | 2007           |
| Monodictys nitens             | (Schwein.) S. Hughes                | 1958           |
| Monodictys oblongispora       | G.Z. Zhao & T.Y. Zhang              | 2004           |
| Monodictys obscuriprimordiata | Y.H. Yeh & R. Kirschner             | 2019           |
| Monodictys pandani            | Matsush.                            | 1985           |
| Monodictys paradoxa           | (Corda) S. Hughes                   | 1958           |
| Monodictys parvispora         | R.F. Castañeda & W.B. Kendr.        | 1990           |
| Monodictys peruviana          | Matsush.                            | 1993           |
| Monodictys phlyctidis         | R.C. Harris                         | 2017           |
| Monodictys putredinis         | (Wallr.) S. Hughes                  | 1958           |
| Monodictys qaidamensis        | H.F. Wang & T.Y. Zhang              | 2009           |
| Monodictys sessilis           | Hol.-Jech.                          | 1986           |
| Monodictys shigatsensis       | Y.M. Wu & T.Y. Zhang                | 2009           |
| Monodictys spinosa            | Mercado, Heredia & J. Mena          | 1995           |
| Monodictys spiraeae           | Melnik & Shkarupa                   | 1989           |
| Monodictys striata            | (Petch) V. Rao & de Hoog            | 1986           |
| Monodictys tibetensis         | Y.H. Geng & T.Y. Zhang              | 2011           |
| Monodictys torulosa           | P.C. Misra & K.J. Srivast.          | 1979           |
| Monodictys transversa         | G.Z. Zhao & T.Y. Zhang              | 2007           |
| Monodictys trichocladiopsis   | Goh & K.D. Hyde                     | 1999           |
| Monodictys tuberculata        | Y.M. Wu & T.Y. Zhang                | 2009           |
| Monodictys ucrainica          | (Kiril.) de Hoog & Grinb.           | 1975           |
| Monodictys xiamenensis        | J.J. Xu & T.Y. Zhang                | 2017           |